# Encheloclarias
Encheloclarias es un género de peces de la familia Clariidae en el orden de los Siluriformes.

## Especies
Las especies de este género son:
- Encheloclarias baculum P. K. L. Ng & K. K. P. Lim, 1993
- Encheloclarias curtisoma P. K. L. Ng & K. K. P. Lim, 1993
- Encheloclarias kelioides P. K. L. Ng & K. K. P. Lim, 1993
- Encheloclarias medialis H. H. Ng, 2012[3]
- Encheloclarias prolatus P. K. L. Ng & K. K. P. Lim, 1993
- Encheloclarias tapeinopterus (Bleeker, 1852)
- Encheloclarias velatus H. H. Ng & H. H. Tan, 2000